# 微波滤波器
射頻（RF）和微波滤波器代表一类电子滤波器，旨在对兆赫兹至吉赫兹频率范围（中頻和極高頻）的信号进行操作的器件。该频率范围是大多数广播电台、电视、无线通信（手机、Wi-Fi等）使用的范围，因此大多数RF和微波设备需要对发送或接收的信号进行某种滤波。 这种滤波器通常用作双工器合并或分离多个频带的基础。

## 过滤功能
常用的四个过滤器功能如下： 
- 带通滤波器：仅选择所需的频带
- 带阻滤波器：消除不需要的频带
- 低通滤波器：仅允许截止频率以下的频率通过
- 高通滤波器：仅允许截止频率以上的频率通过

## 过滤技术
通常，大多数RF和微波滤波器通常由一个或多个耦合的谐振器组成。因此，可用于制造谐振器的任何技术也可用于制造滤波器。使用的谐振器的空载品質因子通常会決定滤波器可以实现的選擇性。

### 集总元件LC过滤器
最简单的谐振器结构是由并联或串联电感器和电容器组成的LC电路。其具有非常紧凑的优点，但是谐振器的低品質因子品質因子导致相对较差的性能。 
集总元件LC滤波器具有较高和较低的频率范围。 随着频率变得非常低，在低至kHz至Hz的范围内，振荡电路中使用的电感器的尺寸变得过大。极低频滤波器通常需要使用晶体来克服此问题。随着频率的升高，进入600 MHz以及更高的范围后，振荡电路中的电感会因为变得太小而无法实际使用。由于电感器的电抗相对于频率线性增加，因此在更高的频率下，要实现相同的电抗，可能需要极低的电感。 

### 平面过滤器
平面传输线（如微帶線、共面波导和带状线）也可以构成良好的谐振器和滤波器，并且在尺寸和性能方面比集总元件滤波器更好。用于制造微带电路的处理非常类似于印刷电路板的制造工艺。 
精密平面滤波器是使用薄膜工艺制造的。 通过对基板使用低损耗正切介电材料（例如石英或蓝宝石）和较低电阻的金属（例如金），可以获得较高的品质因子。 

### 同轴滤波器
同轴传输线比平面传输线可以获得更高的品質因子，因此在需要更高性能时使用。同轴谐振器可以利用高介电常数材料来减小其整体尺寸。 

### 腔体过滤器
腔体过滤仍在 40MHz 到 960MHz 频率范围内被官方使用。结构良好的空腔滤波器即使在1兆瓦的功率负载下也具有很高的选择性。 能提供更高的品質因子，并且可以通过增加滤波器腔体的内部体积来实现频率相邻（低至 75kHz）时的性能稳定性。 
常规腔式过滤器在尺寸 40MHz 范围时长度可达 205 厘米，而在 900MHz 范围时则低至 27.5 厘米。 

### 介电滤波器

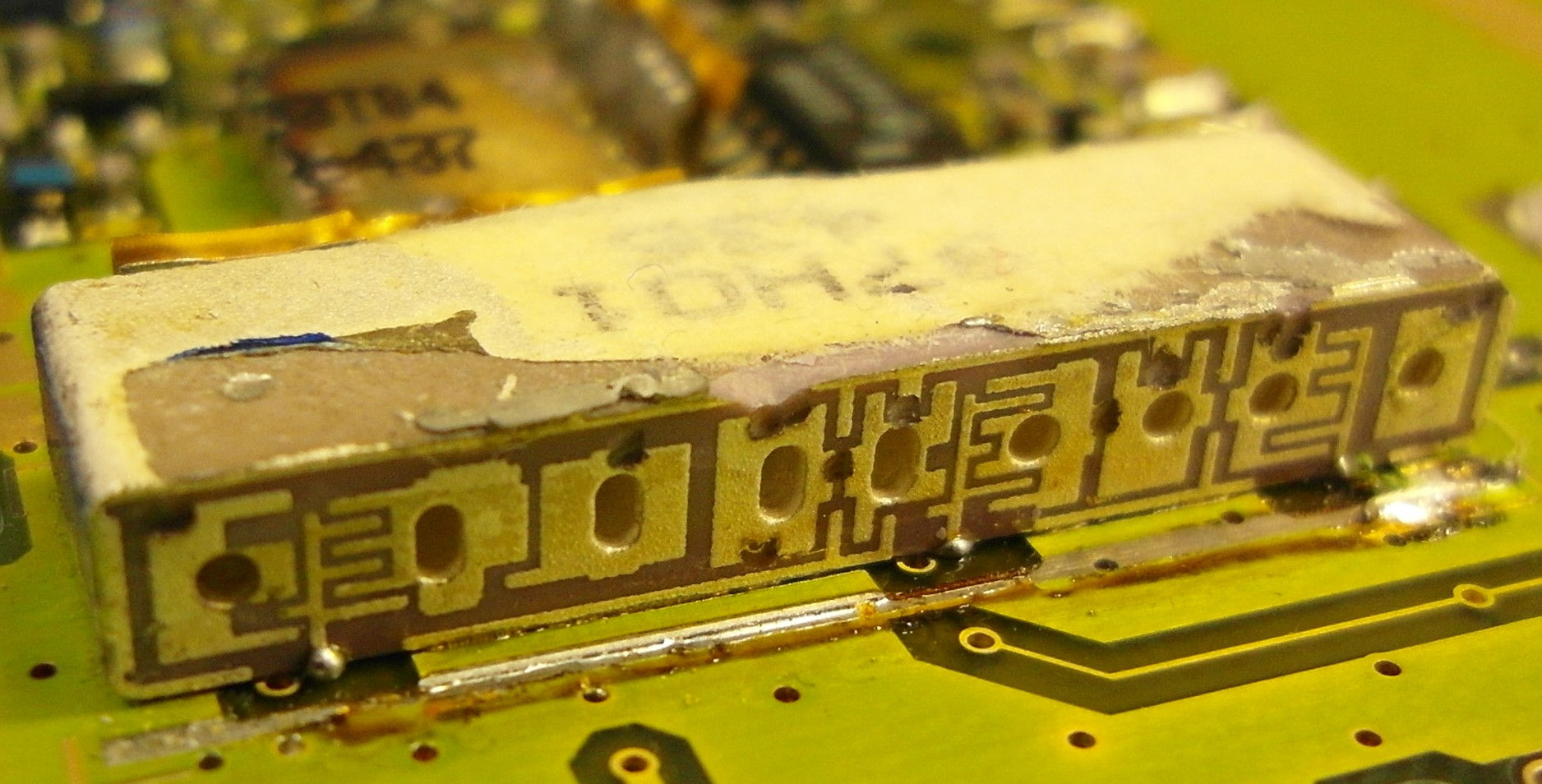
1994年Motorola手机的RF介电滤波器

介电滤波器使用各种介电材料来制造谐振器。 与同轴谐振器一样，可以使用高介电常数材料来减小滤波器的整体尺寸。使用低损耗介电的材料，这可以提供比先前讨论的其他技术更高的性能。